# 霧島市立霧島小学校
霧島市立霧島小学校（きりしましりつ きりしましょうがっこう）は、鹿児島県霧島市霧島町田口にある市立の小学校。

## 概要
霧島市霧島北部に位置する小学校である。

## 沿革
- 1879年（明治12年） - 東襲山村立霧島小学校設立。
- 1958年(昭和33年) - 霧島町立霧島小学校に改称。
- 2005年（平成17年） - 国分市と姶良郡6町の新設合併に伴い、霧島市立霧島小学校と改称。